# Het lijk in ruim II
Het lijk in ruim II is een hoorspel naar de roman Body Below (1956). De bewerking van Norman Edwards werd op 27 december 1958 door de BBC uitgezonden. Nantko G. Haselhoff vertaalde ze en de VARA zond ze uit op zaterdag 12 februari 1966. De regisseur was Jan C. Hubert. Het hoorspel duurde 110 minuten.

## Rolbezetting
- Dries Krijn (kapitein Hilary)
- Trudy Libosan (zijn dochter Marietta)
- Paul van der Lek (de verzerzekeringsexpert Hurd)
- Harry Bronk (Cox-Smith)
- Wim Bary (de journalist Dubois)
- Rien van Noppen (inspecteur Lemoineau)
- Louis de Bree (commissaris De Savigny)
- Jan Verkoren (Dulac, van de douane)
- Jan Wegter (consul Rossiter)
- Tonny Foletta (stuurman Dutchy Boon)
- Piet Ekel (Amed Suliman & Huntingford)
- Paula Majoor (een jongen & een telefoniste)
- Ferenc Schneiders (een brigadier)

## Inhoud
Vlak bij een Frans-West-Indisch eiland is een schip op een klip gelopen en vergaan. Bij dat ongeval zijn verscheidene doden te betreuren. Maar is het wel een ongeval? De Raad voor de Scheepvaart neemt aan van niet en beschuldigt kapitein Hilary dan ook van onachtzame navigatie. De Engelse verzekeringsagent Hurd ziet genoeg verdachte kanten aan de zaak om zich gerechtvaardigd te voelen eigenmachtig voor detective te gaan spelen. Het schip, dat eigendom was van een weinig betrouwbare nachtclubeigenaar, had een kostbare lading parels aan boord en was daarom hoog genoeg verzekerd om iemand op ideeën van oplichterij of misschien zelfs misdaad te brengen.
Als Hurd door duikers een onderzoek laat instellen naar de parels in het wrak, komen de eerste onrechtmatigheden aan het licht. Zijn psychologisch inzicht en combineervermogen leiden ten slotte tot de onverwachte oplossing, waarbij de kapiteinsdochter Marietta, een nachtclubzangeres, nauw is betrokken.